# Monte Pascolo
Le monte Pascolo (en allemand : Königsangerspitze ; autrefois nommé Monte Rodella,) est un sommet montagneux qui s’élève à 2 436 m d’altitude dans les Alpes sarentines, en Italie (Trentin-Haut-Adige).

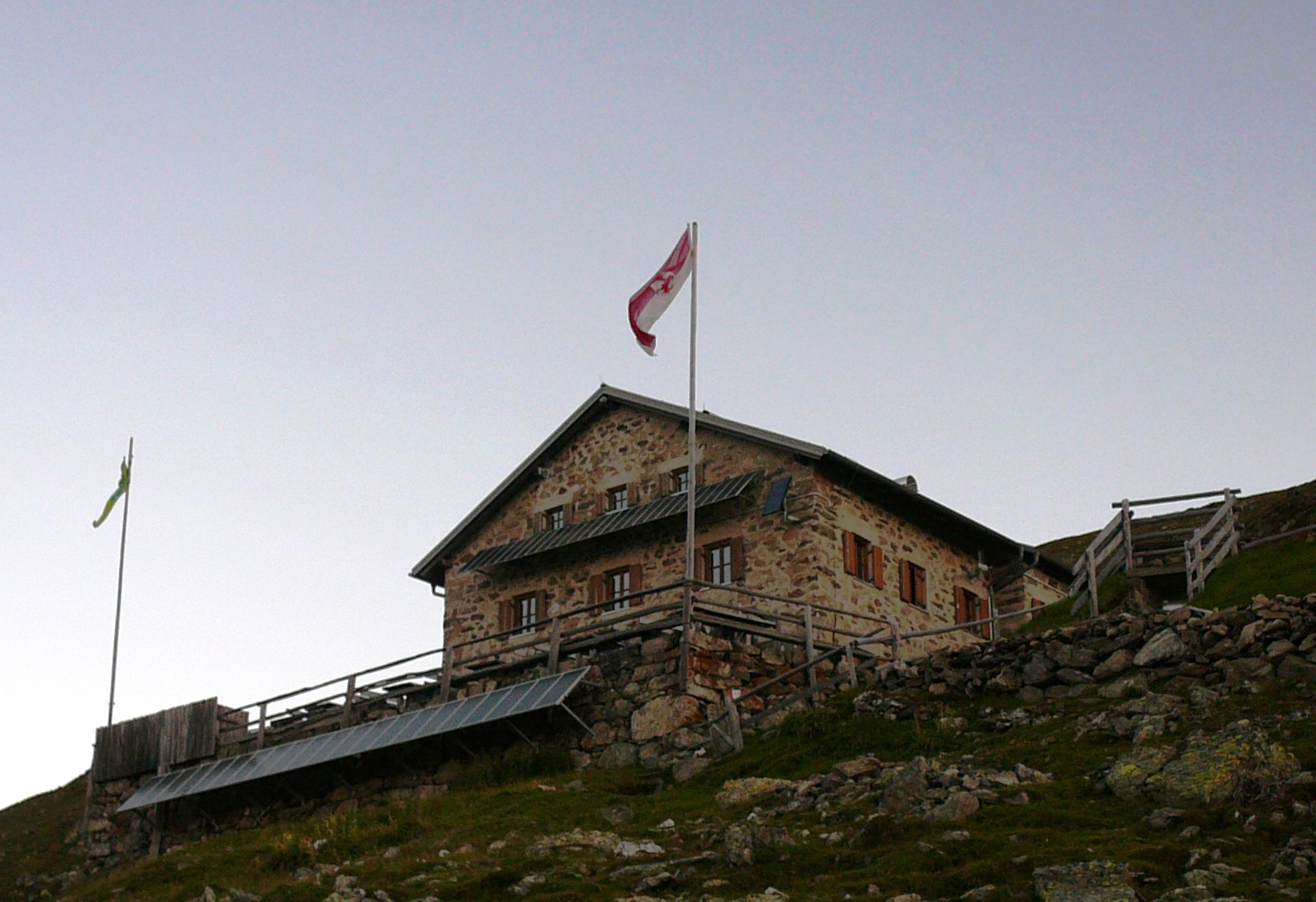
Le sur le monte Pascolo.